# John DeFrancesco

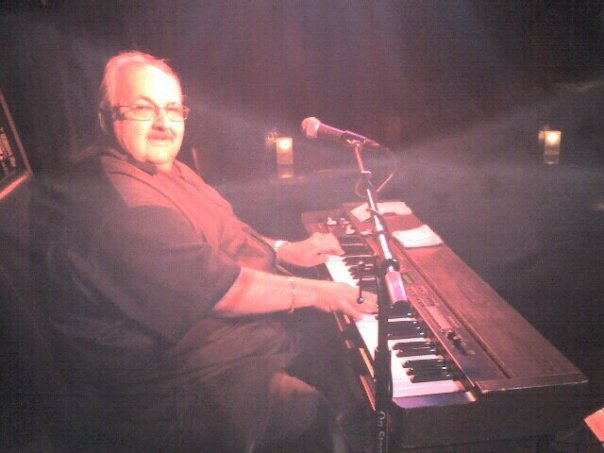
John DeFrancesco (2008)

„Papa“ John DeFrancesco (* 12. September 1940 in Niagara Falls, New York; † 25. Juni 2024) war ein US-amerikanischer Jazzmusiker (Orgel, Komposition). Er war der Vater von Joey DeFrancesco, der ebenso Jazzorganist war, und des Gitarristen John DeFrancesco junior.

## Leben und Wirken
John DeFrancescos Vater hatte als Holzbläser in verschiedenen Swingbands gespielt, darunter bei den Dorsey Brothers. John DeFrancesco begann mit sechs Jahren Trompete zu spielen und fing erst mit dem Orgelspiel an, als seine Frau ihm zu seinem 23. Geburtstag eine Orgel kaufte. Nach ein paar Monaten fast ununterbrochenen Übens war er bereit, in Clubs aufzutreten. 1967 zog er nach Philadelphia und war bald Teil der dortigen Jazzszene. Als sein Sohn Joey 1979 acht Jahre alt wurde und begann, professionell zu spielen, gab er seine Karriere vorübergehend auf, um die Aufsicht über seinen Sohn zu übernehmen.
Die Karriere von „Papa“ John DeFrancesco wurde schließlich wiederbelebt, als der Erfolg seines Sohnes zur Renaissance der Hammondorgel beitrug. Bereits in den frühen 1990er-Jahren wirkte er bei den Alben Part III und Reboppin’ seines Sohns Joey mit, um ab 1993 unter eigenem Namen Alben für die Label Muse Records, dann für HighNote und Savant einzuspielen, beginnend mit Doodlin’, mit Joey DeFrancesco (als Trompeter), Bill Easley, Randy Johnston, Johnny DeFrancesco Jr. und Byron Landham. Bei seinen weiteren Alben spielte er u. a. mit Houston Person, Bootsie Barnes, Melvin Sparks und Tim Warfield. Zuletzt erschien 2011 A Philadelphia Story im klassischen Orgeltrio und Gästen. Im Bereich des Jazz war er laut Tom Lord zwischen 1991 und 2004 an elf Aufnahmesessions beteiligt, u. a. auch mit der Sängerin Khani Cole und der Formation The Reese Project (Blue Etude).
„Papa“ John DeFrancesco spielte Orgel in einem ansteckenden Hardbop-Stil, der sich für Scott Yanow (Allmusic) nicht wesentlich von seinem Sohn unterscheidet.

## Diskographische Hinweise
- 1993: Doodlin’ (Muse)
- 1995: Comin' Home (Muse)
- 1998: Joey DeFrancesco / Papa John DeFrancesco: All in the Family (HighNote)
- 2001: Hip Cake Walk (HighNote)
- 2003: Jumpin’ (Savant)
- 2004: Walking Uptown (Savant)
- 2006: Desert Heat (Savant)
- 2009: Big Shot (Savant)
- 2011: A Philadelphia Story (Savant)